# 刘家寨子镇
刘家寨子镇，是中华人民共和国甘肃省白银市会宁县下辖的一个乡镇级行政单位。
2015年，甘肃省民政厅批复同意撤销刘家寨子乡，设立刘家寨子镇。

## 行政区划
刘家寨子镇下辖以下地区：
刘家寨子村、李家寨子村、二塬村、寨柯村、甜水井村、后沟村、斜沟村、袁家塘村、后湾村、李塬村、张家湾村和陈家庄子村。